# Nači (vodopád)
Vodopád Nači (japonsky 那智滝, Nači no taki) nebo také Velký vodopád Nači (那智大滝, Nači no ótaki) je vodopád, který je jedním z nejznámějších v Japonsku. Leží v prefektuře Wakajama na poloostrově Kii. Voda v něm padá z výšky 133 m a jeho šířka činí 13 m. Je často označován za nejvyšší vodopád v Japonsku. Ve skutečnosti je nejvyšším japonským vodopádem vodopád Hannoki s výškou 497 m.
11. července 1972 byl vodopád prohlášen za místo s malebnou vyhlídkou (名勝, Meišó). 
V červenci 2004 byl vodopád spolu s dalšími památkami na poloostrově Kii zapsán na Seznam světového dědictví UNESCO pod názvem Posvátná místa a poutní stezky v pohoří Kii. 